# بولتيري
بولتيري، هي بلدة في مقاطعة بيرغامو في منطقة لومباردي الإيطالية.
تقع على بعد حوالي (35) كيلومترا (22 ميل) شمال شرق ميلانو وحوالي (13 كيلومترا) (8 ميل) جنوب غرب برغامو.
يبلغ عدد سكانها تقريبا 4,695 حسب احصائيات 31 ديسمبر 2004، وتقدر مساحتها بحوالي 4.1 كيلومتر مربع (1.6 ميل مربع). تقع مدينة بولتيري على حدود البلدات التالية بيمبات, سيسيرانو, أوسيو سوتو, بونترولو نوفو, فيرديلينو.